# Municipio Corque
Das Municipio Corque ist ein Verwaltungsbezirk im Departamento Oruro im Hochland des südamerikanischen Anden-Staates Bolivien.

## Lage im Nahraum
Das Municipio Corque ist eines von zwei Municipios in der Provinz Carangas. Es grenzt im Norden an die Provinz Nor Carangas, im Nordwesten an das Municipio Choquecota, im Westen an die Provinz Sajama, im Süden und Südosten an die Provinz Sud Carangas und im Osten an die Provinz Saucarí.
Der zentrale Ort des Municipios ist Corque mit 1000 Einwohnern (Volkszählung 2012) im nordöstlichen Teil des Municipios.

## Geographie
Das Municipio Corque liegt im südlichen Teil des Höhenzuges der Serranía de Huayllamarca im andinen Trockenklima des Altiplano, zwischen den Höhenzügen der Cordillera Oriental und der Cordillera Occidental. Das Klima der Region ist ein typisches Tageszeitenklima, bei dem die Temperaturen im Tagesverlauf stärker schwanken als im Jahresverlauf.
Die Jahresdurchschnittstemperatur liegt bei gut 7 °C (siehe Klimadiagramm), die monatlichen Durchschnittswerte schwanken zwischen 3 °C im Juni/Juli und etwa 10 °C von Dezember bis Februar. Der mittlere Jahresniederschlag beträgt knapp 300 mm und fällt zu 80 Prozent in den Monaten Dezember bis März, der Rest des Jahres ist arid mit Monatswerten von weniger als 15 mm.

## Bevölkerung
Die Einwohnerzahl ist zwischen 1992 und 2024 auf mehr als das Doppelte angestiegen:
| Jahr | Einwohner | Quelle       |
| ---- | --------- | ------------ |
| 1992 | 6.184     | Volkszählung |
| 2001 | 8.548     | Volkszählung |
| 2012 | 9.221     | Volkszählung |
| 2024 | 16.020    | Volkszählung |

Die Bevölkerungsdichte des Municipios bei der letzten Volkszählung vom Jahr 2024 betrug 4,7 Einwohner/km², der Anteil der städtischen Bevölkerung war 0 Prozent, die Lebenserwartung der Neugeborenen lag im Jahr 2001 bei 58,3 Jahren.
Die Region weist einen hohen Anteil an Aymara-Bevölkerung auf, im Municipio Corque sprechen 93,1 Prozent der Bevölkerung Aymara.
Der Alphabetisierungsgrad bei den über 19-Jährigen beträgt 81 Prozent, und zwar 93 Prozent bei Männern und 68 Prozent bei Frauen. (2001)

## Politik
Ergebnis der Regionalwahlen (concejales del municipio) vom 4. April 2010:
| Wahlberechtigte |  | Stimmen | gültig |  | MAS-IPSP | SUMA   | FPV    | UN    |
| --------------- |  | ------- | ------ |  | -------- | ------ | ------ | ----- |
| 4.386           |  | 3.812   | 2.870  |  | 1.415    | 809    | 601    | 45    |
|                 |  | 86,9 %  | 75,3 % |  | 49,3 %   | 28,2 % | 20,9 % | 1,6 % |

Ergebnis der Regionalwahlen (elecciones de autoridades políticas) vom 7. März 2021:
| Wahl- berechtigte |  | Wahl- beteiligung | gültige Stimmen |  | MAS-IPSP | PP     | MTS    | BST    | UN SOL PARA ORURO | PAN-BOL |
| ----------------- |  | ----------------- | --------------- |  | -------- | ------ | ------ | ------ | ----------------- | ------- |
| 5.288             |  | 4.383             | 3.758           |  | 2.575    | 311    | 245    | 231    | 152               | 77      |
|                   |  | 82,89 %           | 85,74 %         |  | 68,52 %  | 8,28 % | 6,52 % | 6,15 % | 4,04 %            | 2,05 %  |

## Gliederung
Das Municipio untergliederte sich bei der Volkszählung 2001 in die folgenden dreizehn Kantone (cantones):
- 04-0301-01 Kanton Corque
- 04-0301-02 Kanton San José de Kala
- 04-0301-03 Kanton Opoqueri
- 04-0301-04 San Antonio de Norcala
- 04-0301-05 Kanton Payoco
- 04-0301-06 Kanton Caracota
- 04-0301-07 Kanton Jancocala
- 04-0301-08 Kanton Pomata Aite
- 04-0301-09 Kanton Villa Esperanza
- 04-0301-10 Kanton San Pedro de Huaylloco
- 04-0301-11 Kanton Villa Tarucachi
- 04-0301-12 Kanton Laca Laca Quita Quita
- 04-0301-13 Kanton Copacabana

## Ortschaften im Municipio Corque
- Kanton Corque
  - Corque 1000 Einw. – Ancaravi 106 Einw.

- Kanton San José de Kala
  - San José de Kala 885 Einw.

- Kanton Opoqueri
  - Opoqueri 1042 Einw.

- Kanton San Antonio de Norcala
  - San Antonio de Nor Cala 310 Einw.

- Kanton Payoco
  - Payoco 152 Einw.

- Kanton Caracota
  - Caracota 254 Einw.

- Kanton Villa Esperanza
  - Villa Esperanza 291 Einw.

- Kanton San Pedro de Huaylloco
  - San Pedro de Huaylloco 289 Einw.

- Kanton Laca Laca Quita Quita
  - Laca Laca Quita Quita 238 Einw.

- Kanton Copacabana
  - Villa Copacabana 227 Einw.